# William Paine Lord

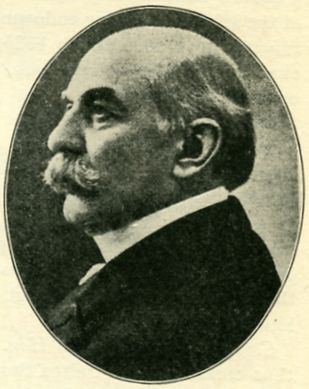
William Paine Lord

William Paine Lord (* 1. Juli 1838 in Dover, Delaware; † 17. Februar 1911 in San Francisco, Kalifornien) war ein US-amerikanischer Jurist und Politiker und von 1895 bis 1899 der neunte Gouverneur des Bundesstaates Oregon.

## Frühe Jahre und politischer Aufstieg
William Lord besuchte das Fairfield College in New York und begann anschließend ein Jurastudium. Das Studium wurde allerdings durch den Ausbruch des Bürgerkrieges unterbrochen. Lord trat als Hauptmann in ein Kavallerieregiment ein und stieg im Verlauf des Krieges bis zum Major auf. Nach dem Ende des Kriegs setzte er sein Jurastudium am Albany Law College fort. 1866 wurde er als Rechtsanwalt zugelassen. William Lord entschloss sich aber, zunächst nicht in seinem neuen Beruf zu arbeiten. Stattdessen trat er erneut in die Armee ein. Zwischen 1866 und 1868 war er Leutnant der regulären Armee; seinen alten Grad konnte er nicht zurückerhalten, weil es nicht genügend Majorsstellen gab. In diesen zwei Jahren diente er in den Staaten Kalifornien, Washington und in dem erst 1867 von Russland erworbenen Alaska.
Im Jahr 1868 schied er aus dem militärischen Dienst aus und wurde in Salem (Oregon) Rechtsanwalt. Bald darauf wurde er Anwalt dieser Stadt. Er wurde für kurze Zeit in den Senat von Oregon gewählt, gab dieses Mandat aber wieder auf, nachdem er an den Obersten Gerichtshof seines Staates berufen worden war. Zwischen 1880 und 1894 bekleidete er dort eine Richterstelle. Ab 1892 war er vorsitzender Richter (Chief Justice) dieses Gerichts. Im Jahr 1894 wurde er als Kandidat der Republikanischen Partei zum neuen Gouverneur seines Staates gewählt.

## Gouverneur und Botschafter
William Lord trat sein Amt am 14. Januar 1895 an. Als Gouverneur setzte er sich für eine bessere Bildungspolitik ein. Er bekämpfte die Korruption bei der Landvergabe und schuf das „State Land Board“, eine Kommission zur Überwachung der Landvergaben. Als Leiter dieser Kommission wurde ein Landagent ernannt. Das heutige System zum Jagd- und Fischereischutz geht auf diese Kommission zurück. Im Jahr 1899 unterlag Lord bereits in den republikanischen Vorwahlen und schied danach aus dem Gouverneursamt aus.
Nach dem Ende seiner Gouverneurszeit wurde er von Präsident William McKinley zum Gesandten in Argentinien ernannt. Dieses Amt übte er bis 1902 aus. Zwischen 1902 und 1910 war er mit der Überarbeitung der Gesetze des Staates Oregon beauftragt. Im Jahr 1910 trat Lord in den Ruhestand. Er zog nach San Francisco, wo er im Februar 1911 verstarb. Er war mit Juliette Montague verheiratet, mit der er drei Kinder hatte.